# Telesto rigida
Telesto rigida is een zachte koraalsoort uit de familie Clavulariidae. De koraalsoort komt uit het geslacht Telesto. Telesto rigida werd in 1889 voor het eerst wetenschappelijk beschreven door Wright & Studer. 